# Europavej E18
E18 er en europavej der starter i Craigavon i Nordirland og slutter i Sankt Petersborg i Rusland. Undervejs går den gennem Skotland, England, Norge, Sverige og Finland.